# توماس هوب (مهندس معماري)
توماس هوب (بالإنجليزية: Thomas Hope)‏ هو مهندس معماري أمريكي، ولد في 25 ديسمبر 1757 في كنت في المملكة المتحدة، وتوفي في 4 أكتوبر 1820 في كينغسبورت في الولايات المتحدة.